# Штольпен
Штольпен (нем. Stolpen) — город в Германии, в земле Саксония. Подчинён земельной дирекции Дрезден. Входит в состав района Саксонская Швейцария.  Население составляет 5793 человека (на 31 декабря 2010 года). Занимает площадь 60,85 км². Официальный код  —  14 2 87 390.
Город подразделяется на 6 городских районов.

## Фотографии

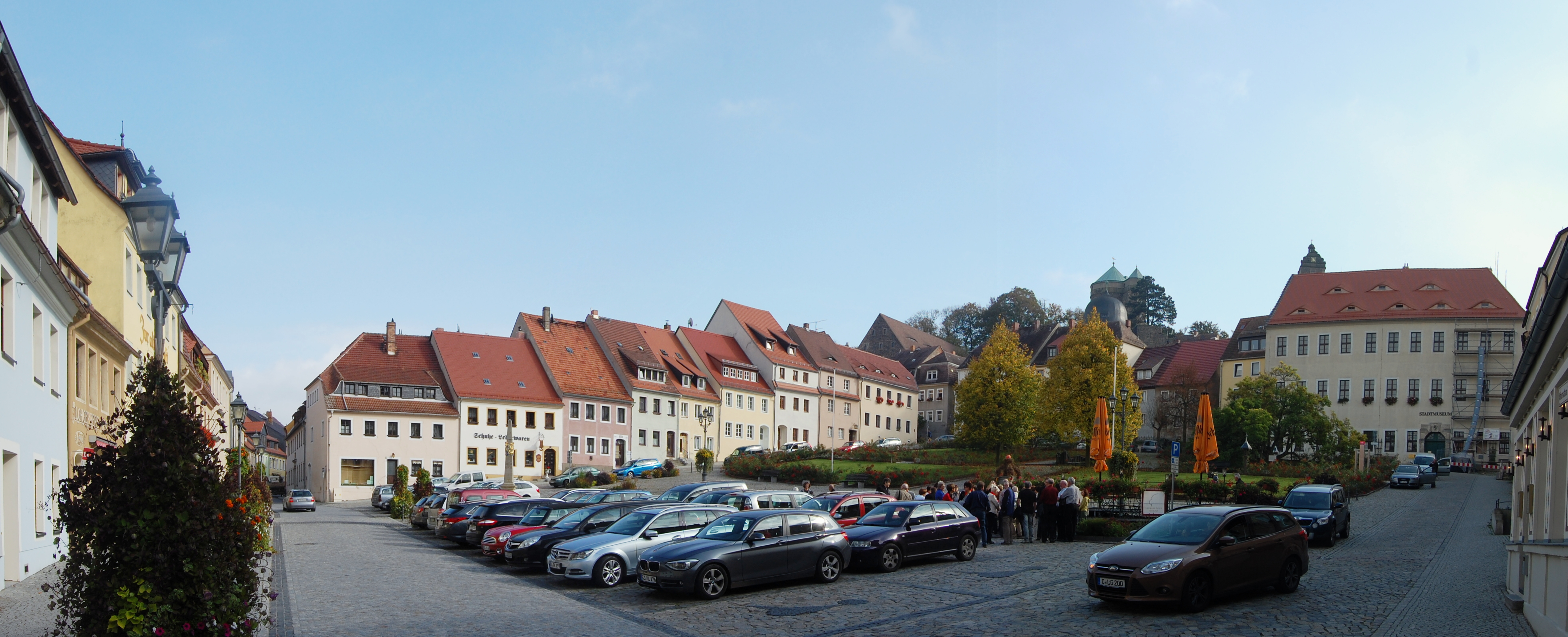
Рынок

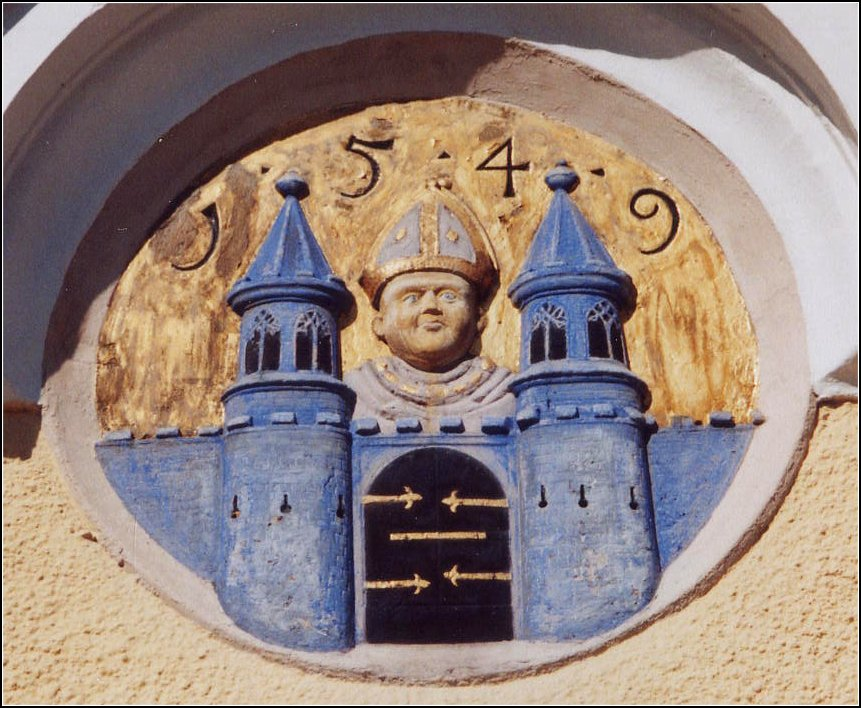
изображение герба на ратуше

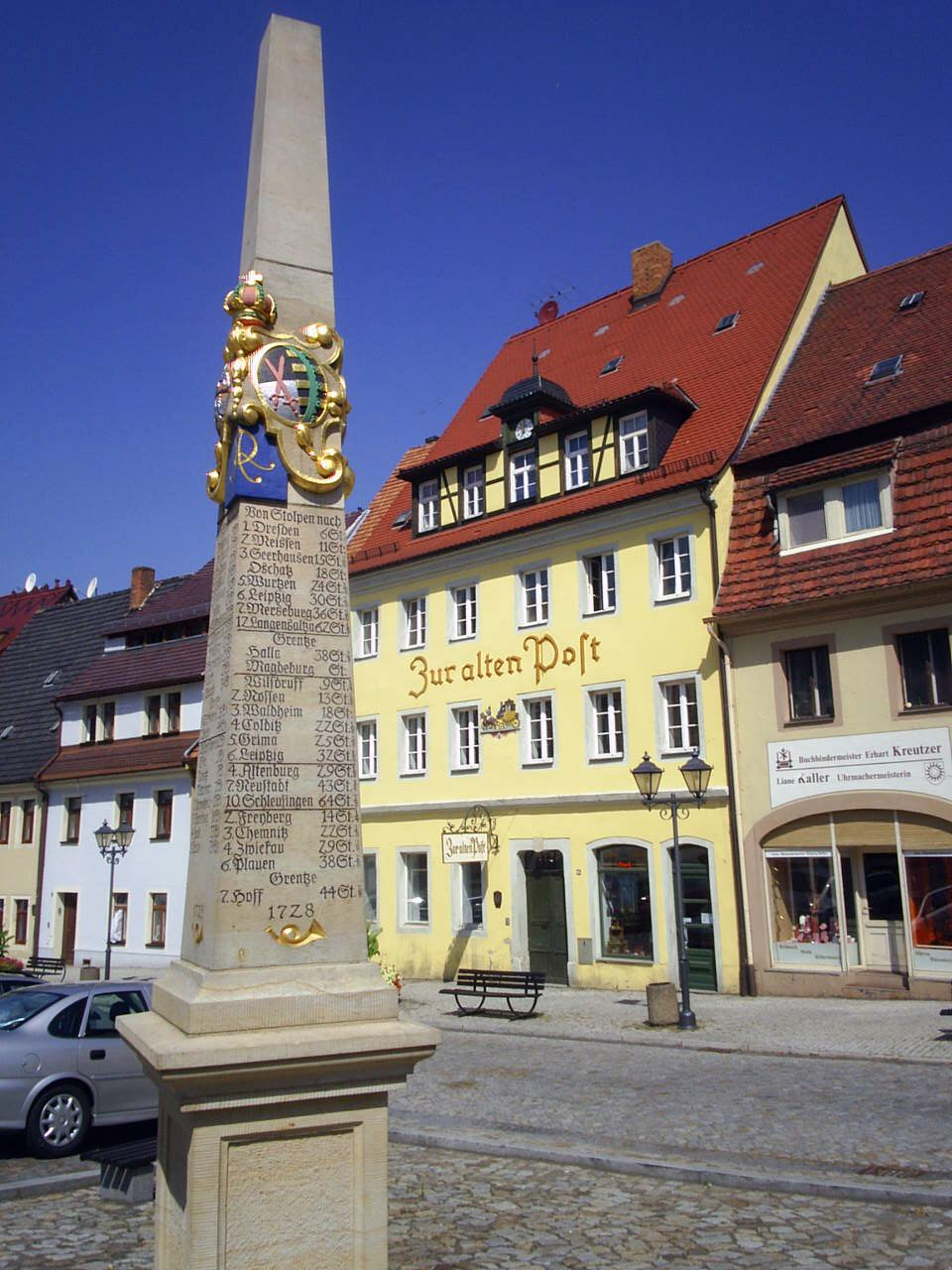
дистанционный столп

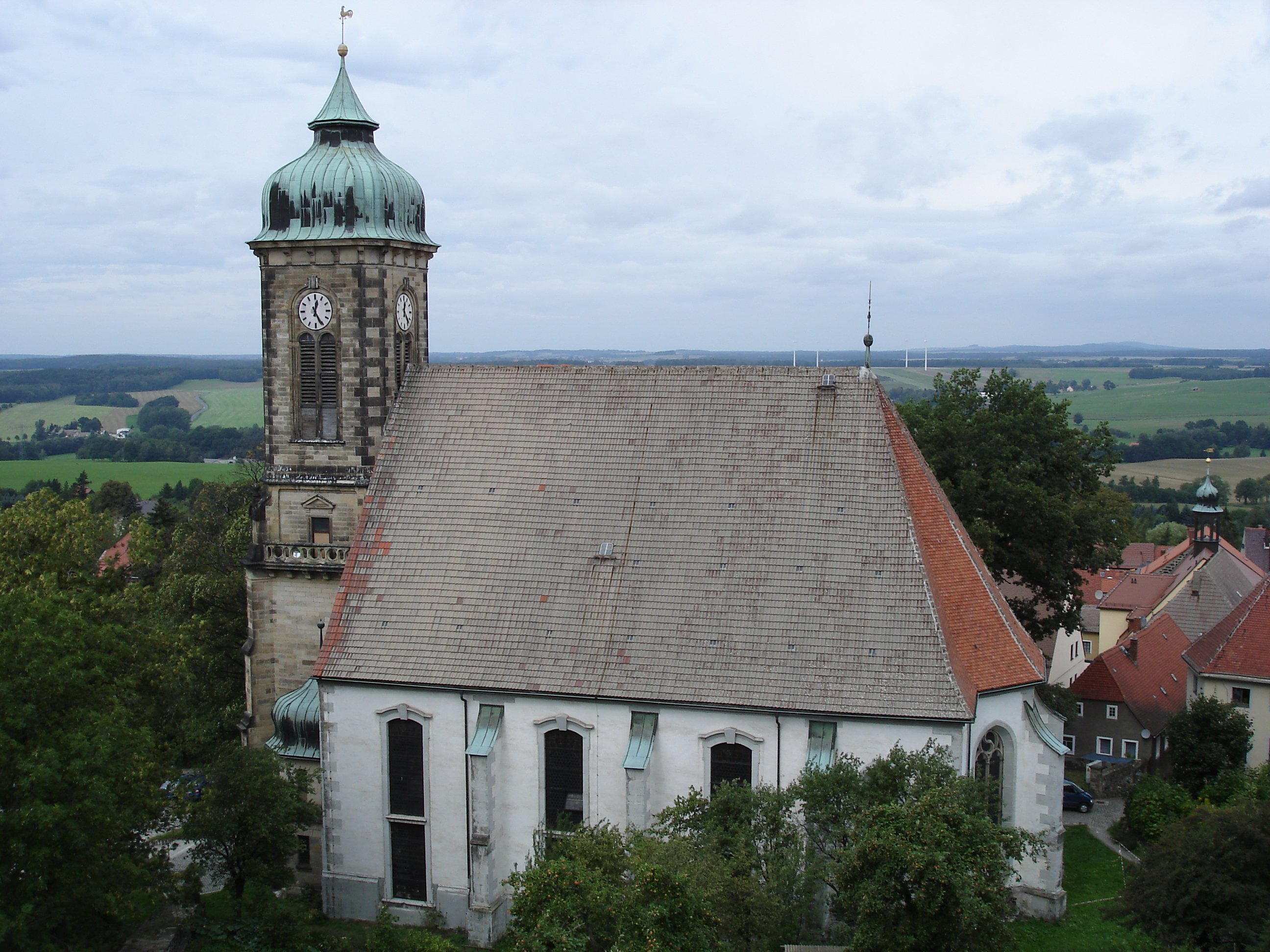
городская кирха